# 沙阿里宋吉
沙阿里宋吉，马来西亚政治人物，国家诚信党籍 ，现任雪兰莪州议会淡江议员。女儿謝安寶同为雪兰莪州议员（邓普勒公园）暨州行政议员（专责妇女及家庭发展、社会福利、关怀经济）。

## 政治生涯
2008年3月8日，沙阿里宋吉于马来西亚第12届全国大选中胜出，当选为议员，并在2013年马来西亚大选蝉联，后来加入由末沙布领导的国家诚信党。